# Earl of Dorset
Earl of Dorset war ein erblicher britischer Adelstitel in der Peerage of England, benannt nach der Grafschaft Dorset, der viermal vergeben wurde. 

## Verleihungen

Thomas Sackville, 1. Earl of Dorset (1527–1608)

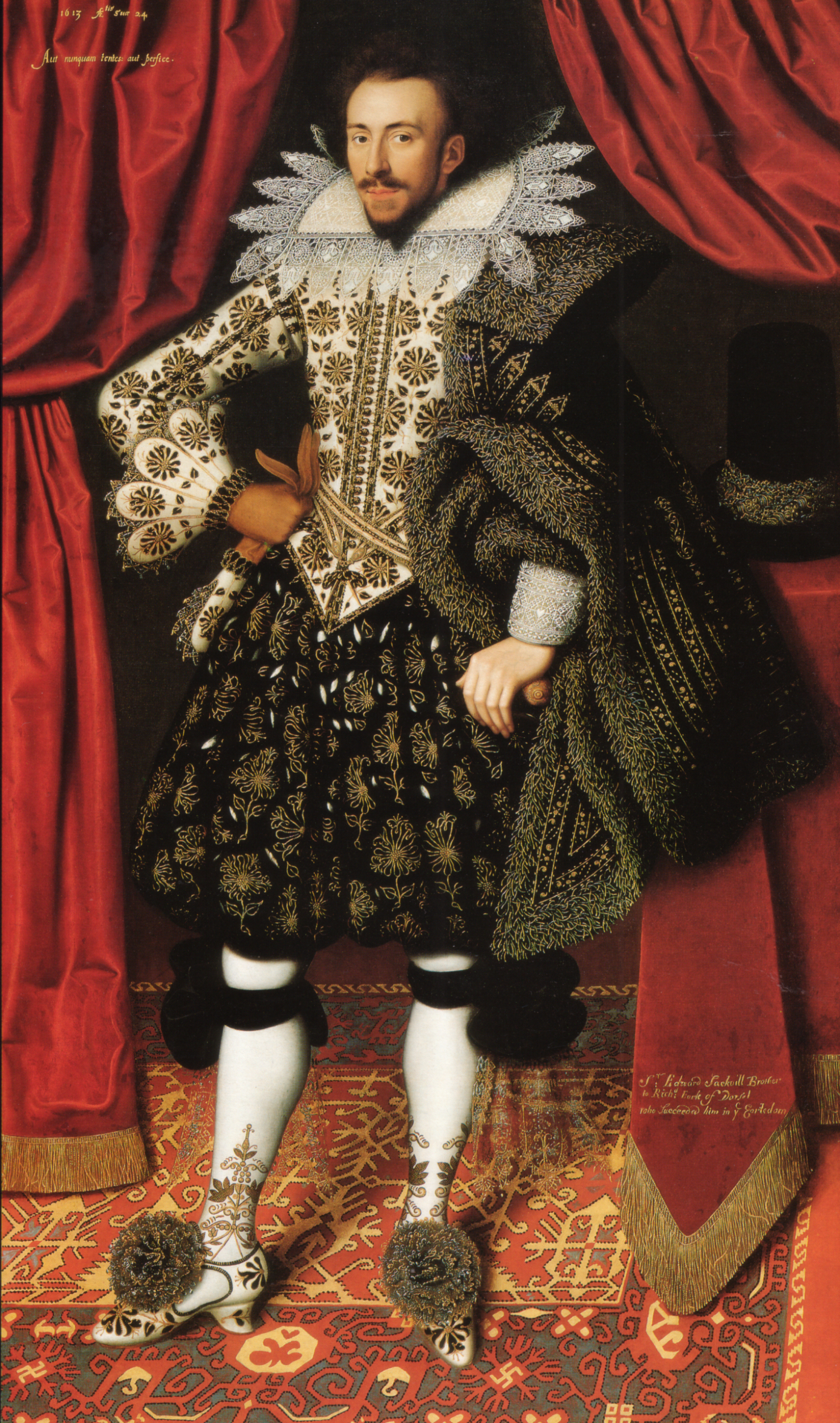
Richard Sackville, 3. Earl of Dorset (1589–1624)

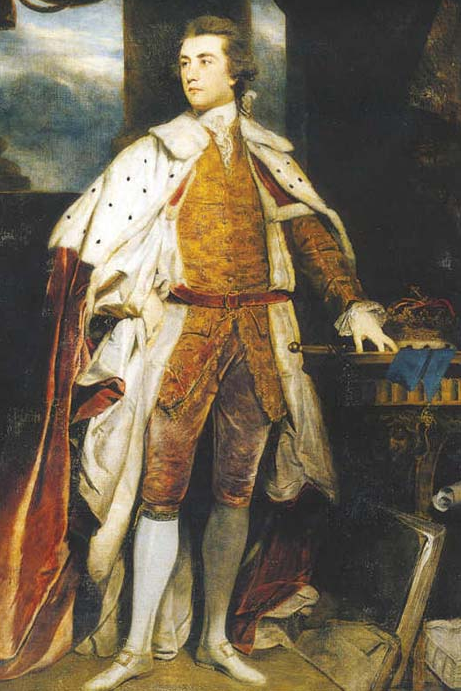
John Sackville, 3. Duke of Dorset (1745–1799)

Der Titel wurde erstmals 1070 für Osmund von Sées geschaffen. Dieser wurde 1078 auch Bischof von Salisbury und starb 1099 kinderlos, so dass der Titel erlosch.
1411 ging der Titel an Thomas Beaufort, der 1416 zum Duke of Exeter erhoben wurde; der Titel erlosch wiederum mit seinem Tod.
Die nächste Verleihung erfolgte 1441 zugunsten von Edmund Beaufort, der bereits ein Jahr später zum Marquess of Dorset erhoben wurde, 1444 den Titel Earl of Somerset erbte und 1448 zum Duke of Somerset erhoben wurde. Sein Sohn Henry Beaufort, 2. Duke of Somerset wurde 1461 geächtet und seine Titel als verwirkt angesehen. Sie erloschen spätestens mit der Hinrichtung seines Sohnes Edmund Beaufort, 3. Duke of Somerset 1471.
Die letzte Verleihung ging am 13. März 1604 an Thomas Sackville, 1. Baron Buckhurst. Diesem war bereits am 8. Juni 1567 der fortan nachgeordnete Titel Baron Buckhurst, of Buckhurst in the County of Sussex, verliehen worden. Bevor der spätere 6. Earl of Dorset 1677 die Titel erbte, wurde er am 4. April 1675 zum Earl of Middlesex und Baron Cranfield, of Cranfield in the County of Middlesex, erhoben. Dessen Sohn, der 7. Earl wurde am 17. Juni 1720 zudem zum Duke of  Dorset innerhalb der Peerage of Great Britain erhoben. Der spätere 5. Duke erbte 1785 von seinem Vater George Germain, 1. Viscount Sackville auch die Titel Viscount Sackville, of Drayton in the County of Northampton, und Baron Bolebrooke, in the County of Sussex, die diesem am 9. Februar 1782 in der Peerage of Great Britain verliehen worden waren. Beim Tod des 5. Dukes am 29. Juli 1843 erloschen die Titel.

## Liste der Earls und Dukes of Dorset

### Earls of Dorset, erste Verleihung (1070)
- Osmund de Sées, 1. Earl of Dorset († 1099)

### Earls of Dorset, zweite Verleihung (1411)
- Thomas Beaufort, 1. Duke of Exeter, 1. Earl of Dorset (1377–1426)

### Earls of Dorset, dritte Verleihung (1441)
- Edmund Beaufort, 1. Duke of Somerset, 1. Earl of Dorset (um 1405–1455)
- Henry Beaufort, 2. Duke of Somerset, 2. Earl of Dorset (1436–1464)
- Edmund Beaufort, 3. Duke of Somerset, 3. Earl of Dorset (um 1439–1471)

### Earls of Dorset, vierte Verleihung (1604)
- Thomas Sackville, 1. Earl of Dorset (1536–1608)
- Robert Sackville, 2. Earl of Dorset (1561–1609)
- Richard Sackville, 3. Earl of Dorset (1589–1624)
- Edward Sackville, 4. Earl of Dorset (1590–1652)
- Richard Sackville, 5. Earl of Dorset (1622–1677)
- Charles Sackville, 6. Earl of Dorset (1638–1706)
- Lionel Sackville, 1. Duke of Dorset, 7. Earl of Dorset (1688–1765)
- Charles Sackville, 2. Duke of Dorset, 8. Earl of Dorset (1711–1769)
- John Sackville, 3. Duke of Dorset, 9. Earl of Dorset (1745–1799)
- George Sackville, 4. Duke of Dorset, 10. Earl of Dorset (1793–1815)
- Charles Sackville-Germain, 5. Duke of Dorset, 11. Earl of Dorset (1767–1843)